# Bataille de Turnberry
Première guerre d'indépendance de l'Écosse
Batailles
La bataille de Turnberry opposa le royaume d'Écosse et le royaume d'Angleterre en février 1307 près de Turnberry dans le Ayrshire. 
Robert Ier envahit le Carrick début 1307. L'invasion est conduite par Robert, son frère Édouard Bruce, et James Douglas. Ils embarquent sur 33 navires et débarquent près de Turnberry. 
L'armée écossaise écrase les forces anglaises menées par Henry de Percy mais échoue à prendre le château de Turnberry, qui est cependant rapidement évacué par les Anglais à la suite de leur échec.